# 短吻副仙女魚
短吻副仙女魚，為輻鰭魚綱仙女魚目合齒魚亞目副仙女魚科的其中一種，分布於西太平洋琉球海溝、馬六甲海峽及澳洲海域，深度187-294公尺，體長可達12公分，背鰭軟條11枚;臀鰭軟條8-9枚，為深海底棲性魚類，棲息在底層水域，生活習性不明。

## 擴展閱讀
維基物種上的相關：短吻副仙女魚